# Taloga
Taloga és un poble dels Estats Units a l'estat d'Oklahoma. Segons el cens del 2000 tenia 372 habitants. Taloga forma part del Comtat de Dewey, i n'és la seva seu de comtat.

## Demografia
Segons el cens del 2000, Taloga tenia 372 habitants, 147 habitatges, i 98 famílies. La densitat de població era de 287,3 habitants per km².
Dels 147 habitatges en un 29,3% hi vivien nens de menys de 18 anys, en un 59,2% hi vivien parelles casades, en un 5,4% dones solteres, i en un 33,3% no eren unitats familiars. En el 31,3% dels habitatges hi vivien persones soles el 16,3% de les quals corresponia a persones de 65 anys o més que vivien soles. El nombre mitjà de persones vivint en cada habitatge era de 2,44 i el nombre mitjà de persones que vivien en cada família era de 3,1.
Per edats la població es repartia de la següent manera: un 26,6% tenia menys de 18 anys, un 6,5% entre 18 i 24, un 27,2% entre 25 i 44, un 24,7% de 45 a 60 i un 15,1% 65 anys o més.
L'edat mediana era de 40 anys. Per cada 100 dones de 18 o més anys hi havia 96,4 homes.
La renda mediana per habitatge era de 33.281 $ i la renda mediana per família de 38.750 $. Els homes tenien una renda mediana de 27.083 $ mentre que les dones 21.875 $. La renda per capita de la població era de 16.343 $. Entorn del 6,8% de les famílies i l'11,5% de la població estaven per davall del llindar de pobresa.

## Poblacions més properes
El següent diagrama mostra les poblacions més properes.